# Luncșoara (okręg Hunedoara)
Luncșoara – wieś w Rumunii, w okręgu Hunedoara, w gminie Vorța. W 2011 roku liczyła 53 mieszkańców.